# Kim In-mun
 (décembre 2024).
La mise en forme du texte ne suit pas les recommandations de Wikipédia : il faut le « wikifier ».
Les points d'amélioration suivants sont les cas les plus fréquents. Le détail des points à revoir est peut-être précisé sur la page de discussion.
- Les titres sont pré-formatés par le logiciel. Ils ne sont ni en capitales, ni en gras.
- Le texte ne doit pas être écrit en capitales (les noms de famille non plus), ni en gras, ni en italique, ni en « petit »…
- Le gras n'est utilisé que pour surligner le titre de l'article dans l'introduction, une seule fois.
- L'italique est rarement utilisé : mots en langue étrangère, titres d'œuvres, noms de bateaux, etc.
- Les citations ne sont pas en italique mais en corps de texte normal. Elles sont entourées par des guillemets français : « et ».
- Les listes à puces sont à éviter, des paragraphes rédigés étant largement préférés. Les tableaux sont à réserver à la présentation de données structurées (résultats, etc.).
- Les appels de note de bas de page (petits chiffres en exposant, introduits par l'outil «  Source ») sont à placer entre la fin de phrase et le point final[comme ça].
- Les liens internes (vers d'autres articles de Wikipédia) sont à choisir avec parcimonie. Créez des liens vers des articles approfondissant le sujet. Les termes génériques sans rapport avec le sujet sont à éviter, ainsi que les répétitions de liens vers un même terme.
- Les liens externes sont à placer uniquement dans une section « Liens externes », à la fin de l'article. Ces liens sont à choisir avec parcimonie suivant les règles définies. Si un lien sert de source à l'article, son insertion dans le texte est à faire par les notes de bas de page.
- La présentation des références doit suivre les conventions bibliographiques. Il est recommandé d'utiliser les modèles {{Ouvrage}}, {{Chapitre}}, {{Article}}, {{Lien web}} et/ou {{Bibliographie}}. Le mode d'édition visuel peut mettre en forme automatiquement les références.
- Insérer une infobox (cadre d'informations à droite) n'est pas obligatoire pour parachever la mise en page.

Pour une aide détaillée, merci de consulter Aide:Wikification.
Si vous pensez que ces points ont été résolus, vous pouvez retirer ce bandeau et améliorer la mise en forme d'un autre article.
Kim In-mun (coréen : 김인문 ; Hanja : 金仁問 ; 629-694) était un aristocrate, érudit et fonctionnaire du royaume ancien coréen de Silla. Il était le fils de Muyeol et le frère cadet de Munmu, respectivement les vingt-neuvième et trentième rois de Silla.

## Biographie
En 651, à l'âge de vingt-trois ans, Kim In-mun fut envoyé par son père, le roi Muyeol, en Chine Tang, où il entra au service de l'empereur Tang Gaozong. Il gagna rapidement la confiance et l'estime de cet empereur. En 653, le roi Muyeol confia à son fils In-mun la mission diplomatique de sécuriser une alliance militaire avec les Tang contre le royaume rival de Baekje. Kim In-mun se mobilisa avec les troupes Tang qui marchèrent ensuite sur Baekje et participa à la campagne qui se termina par la destruction de Baekje et la capture de son dernier roi, Uija. Kim In-mun continua ensuite à servir de médiateur régulier entre les cours Tang et Silla pendant les guerres de unification de la Corée et pendant une courte période après, passant une grande partie de sa vie dans la capitale Tang.
Le Samguk Sagi, une chronique historique coréenne du XIIe siècle, contient une brève biographie de Kim In-mun. Il y est indiqué qu'il mourut de maladie dans la capitale Tang de Chang'an au quatrième mois de l'année 694, un détail confirmé dans les historiographies Tang. L'empereur Tang envoya une délégation spéciale pour ramener son corps à Silla. En Silla, il reçut le titre posthume de Taedae gakgan (태대각간; 太大角干) et fut enterré dans la plaine occidentale de la capitale Silla de Gyeongju.
En 674, à la suite de l'unification de la péninsule par Silla et de la détérioration subséquente de l'alliance Silla-Tang, Kim In-mun fut nommé roi de Silla par l'empereur Tang et reçut l'ordre de retourner à Silla pour remplacer son frère sur le trône. C'est sur le chemin du retour vers Silla qu'une ambassade de Silla a été rencontrée, présentant ses excuses à Tang et demandant pardon. Le titre de Kim fut annulé et il retourna dans la capitale des Tang.
Le Samguk Yusa du XIIIe siècle rapporte que Kim In-mun est mort à bord d'un navire en route vers Silla, mais compte tenu du récit assez détaillé de la mort de Kim et de l'ambassade funéraire ultérieure trouvée dans les histoires des Tang et répétées dans le Samguk Sagi, ce récit semble douteux.
- Interprété par Jeon Kwang-jin dans la série télévisée Dream of the Emperor de KBS1 (2012-2013).

- Histoire de la Corée